# Outlaws (Lost)
«Outlaws» (titulado «Marginados» en España y «Fugitivos» en Hispanoamérica) es el décimo sexto capítulo de la primera temporada de la serie Lost. Sawyer, con la ayuda de Kate, persigue a un jabalí que cree que lo está acechando. Hurley le pide ayuda a Sayid cuando se entera de que Charlie está comportándose de manera extraña. FLASHBACK de Sawyer

## Trama
Sawyer despierta sobresaltado tras tener su recurrente pesadilla, en ella revive el trágico episodio de su infancia: estando él escondido bajo su cama escucha cómo su madre es asesinada por su padre y después éste se suicida. Al despertarse descubre que un jabalí está en su tienda y al asustarlo con una linterna escapa llevándose parte de su toldo. Cuando Sawyer se adentra en la selva comienza a escuchar murmullos, por lo que se decide a preguntarle a Sayid acerca de ellos puesto que él también los escuchó.
En la isla, Charlie parece bastante afectado tras su última sorprendente acción y son Sayid y Hurley los que traten de ayudarle a salir del pozo.
Paralelamente, Sawyer, con la ayuda de Kate a cambio de carta blanca para coger todo lo que desée de su tienda, sigue el rastro del animal y a la noche, frente a la hoguera se confiesan ciertas confidencias... fortaleciendo una conexión que ya parecía existir entre ellos.
Inesperadamente, se encuentran con Locke en la selva, quien estaba siguiendo el rastro de sus huellas. Tras contarle el motivo de su búsqueda, este, tan misterioso como de costumbre, les dice que quizá ese jabalí sea el espíritu de alguien al que Sawyer había conocido en el pasado. 
Mediante flasbacks descubrimos cómo Sawyer viaja a Sídney para matar al hombre que arruinó a su familia y que fue causa indirecta de la muerte de sus padres. Sawyer no se atreve a realizar esta acción por lo que acude a un bar en el que se encuentra con Christian Sephard, quien le cuenta cómo es incapaz de llamar a su hijo y lo orgulloso que se siente de que éste sea más valiente que él. Christian le pregunta por el motivo de su viaje a Australia pero Sawyer se muestra reacio a contesarle. La conversación termina con unas palabras de Christian, "por eso los Red Sox nunca ganarán la liga" aludiendo a que la situación de ambos es cuestión del destino. Una noche se decide a actuar, pero tras disparar al "verdadero Sawyer" descubre que no es tal y simplemente tenía deudas con el hombre que le había indicado su paradero.
Tras la larga búsqueda, Sawyer encuentra al famoso jabalí pero no es capaz de dispararle al recordar lo que le dijo Locke y regresa con Kate.
De regreso con el resto de los supervivientes, Sawyer se dirige a Jack Shephard para devolverle la pistola que se había quedado y mantienen una pequeña conversación en la que Jack repite la frase "por eso los Red Sox nunca ganarán la liga" y tras una serie de preguntas Sawyer llega a la conclusión de que el hombre que había conocido en aquel bar de Sídney era el padre de Jack, pero decide no contarle nada.